# Claro (Bellinzona)
Claro (in dialetto locale Crèe) è un quartiere di 3 304 abitanti della città svizzera di Bellinzona, sito nel Canton Ticino.

## Storia

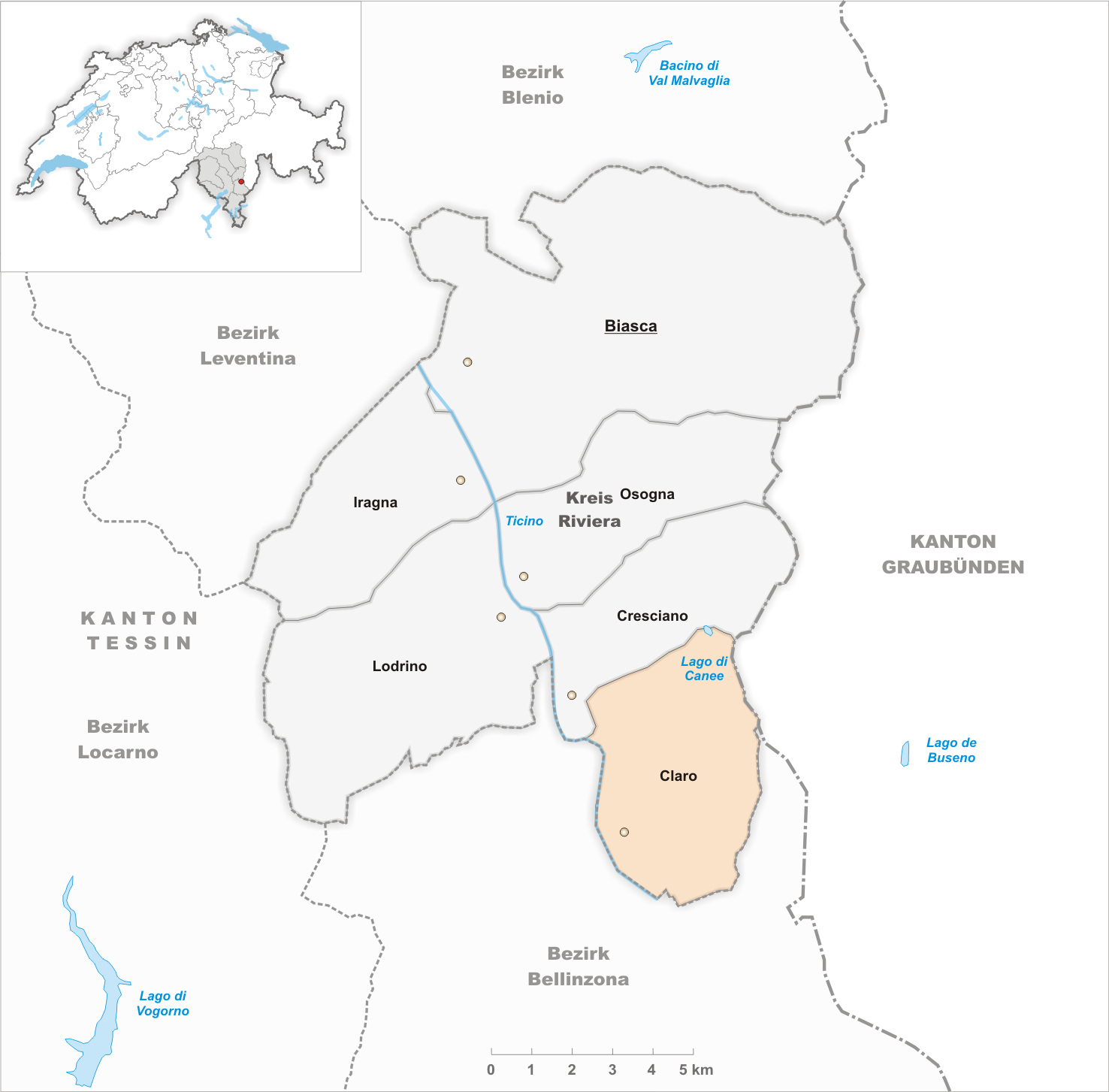
Il territorio del comune di Claro prima degli accorpamenti comunali del 2017

Fino al 1º aprile 2017 è stato un comune autonomo che apparteneva al distretto di Riviera e si estendeva per 21,22 km²; il 2 aprile 2017 è stato accorpato al comune di Bellinzona assieme agli altri comuni soppressi di Camorino, Giubiasco, Gnosca, Gorduno, Gudo, Moleno, Monte Carasso, Pianezzo, Preonzo, Sant'Antonio e Sementina.

## Monumenti e luoghi d'interesse
- Chiesa parrocchiale dei Santi Rocco e Sebastiano in località Brogo[senza fonte] (1567[2]);
- Chiesa cimiteriale di San Lorenzo in località Cassero (1466[3]);
- Monastero di Santa Maria Assunta (XVI secolo[2]);
- Chiesa monastica di Santa Maria Assunta (1404[4]);
- Oratorio di Sant'Ambrogio in località Brogo (1404[5]);
- Ex casa del popolo[2] (1906-1907), prima casa del popolo del Canton Ticino[senza fonte].

## Società

### Evoluzione demografica
L'evoluzione demografica è riportata nella seguente tabella:
Abitanti censiti

## Amministrazione
Ogni famiglia originaria del luogo fa parte del cosiddetto comune patriziale e ha la responsabilità della manutenzione di ogni bene ricadente all'interno dei confini della frazione.

### Gemellaggi
- Valle di Cadore[senza fonte]